# Sarim
Les Sarim (hangeul : 사림 ; hanja : 士林 ; litt. « lettrés des forêts ») sont une faction de lettrés coréens de la période Joseon, opposés à la faction concurrente des Hun'gu lors d'une série de purges au XVIe siècle.

## Lutte entre Hun'gu et Sarim
La faction concurrente des Hun'gu est à l'origine favorisée par les rois Sejo et Sŏngchong. Cette faction utilise sa position dominante pour étendre son pouvoir et ses richesses. Cette concentration se fait au détriment de la paysannerie. Face aux Hun'gu, essentiellement issus de la capitale, commence à se dresser la faction Sarim, essentiellement issue des campagnes du royaume, qui appelle à des réformes. Elle est le résultat de l'essor d'un réseau de Sŏwon, académies néoconfucéennes, qui se développent dans les campagnes du pays à partir de 1545. Les Sarim commencent à intégrer la bureaucratie centrale sous le règne de Sŏngchong. Ces luttes de pouvoir entre factions culminent avec plusieurs séries de purges en 1498, 1504, 1519, et 1545 lors desquelles de nombreux hauts responsables de ces deux factions sont tour à tour écartés ou exécutés. Ces rivalités vont voir l'émergence de factions politiques bien identifiables qui vont perdurer au-delà du XVIe siècle.

## Scissions entre Sarim
Les Sarim vont s'imposer avec la purge de 1545. Le nombre de postes auxquels peuvent prétendre les lettrés reste cependant fixe, alors que les effectifs des Sarim ne cessent de croitre. Ils vont se regrouper en factions rivales pour favoriser leurs carrières respectives. Au début du règne du roi Sŏn-jo (de 1567 à 1608) va avoir lieu en 1575 la séparation entre la faction occidentale et la faction orientale, en référence aux quartiers de Séoul où résident leurs leaders. Cette dernière va à son tour se diviser entre factions rivales en 1591 : la faction méridionale et la faction septentrionale. Des purges sanglantes vont alors marquer la vie politique du Chosŏn, même lors de guerre avec des pays voisins. L'un des plus violentes, la rébellion de Chŏng Yŏrip éclatant en 1589, trois ans avant l'invasion du pays par les Japonais.